# الوادي (عزلة بني مدسم)

تعديل مصدري - تعديل

الوادي محلة تابعة لقرية الشعب الداخل، التابعة لعزلة بني مدسم بمديرية إب إحدى مديريات محافظة إب في الجمهورية اليمنية.، بلغ تعداد سكانها 58 حسب تعداد اليمن لعام 2004.